# Sisyrinchium densiflorum
Sisyrinchium densiflorum är en irisväxtart som beskrevs av Pierfelice Ravenna. Sisyrinchium densiflorum ingår i släktet gräsliljor, och familjen irisväxter. Inga underarter finns listade i Catalogue of Life.